# John Lee Hooker
John Lee Hooker (22 de agosto de 1917 — 21 de junho de 2001) foi um influente cantor e guitarrista de blues norte-americano, nascido no condado de Coahoma próximo a Clarksdale, Mississipi. Foi considerado o 35º melhor guitarrista de todos os tempos pela revista norte-americana Rolling Stone.
A carreira de Hooker começou em 1948 quando ele alcançou sucesso com o compacto "Boogie Chillen", apresentando um estilo meio falado que tornaria-se sua marca registrada. Ritmicamente, sua música era bastante livre, uma característica que tinha em comum com os primeiros músicos de delta blues. Sua entonação vocal era menos associada à música de bar em relação aos outros cantores de blues. Seu estilo casual e falado errado seria diminuído com o advento do blues elétrico das bandas de Chicago mas, mesmo quando não estava tocando sozinho, Hooker mantinha as características primordiais de seu som.
Ele o fez, entretanto, levando adiante uma carreira solo, ainda mais popular devido ao surgimento de aficcionados por blues e música folk no começo dos anos 1960 - ele inclusive passou a ser mais conhecido entre o público branco, e deu uma oportunidade ao iniciante Bob Dylan. Outro destaque de sua carreira aconteceu em 1989, quando se juntou a diversos astros convidados, incluindo Keith Richards e Carlos Santana, para a gravação de The Healer, que acabaria ganhando um Grammy.
Em 1994 Hooker passou por uma operação para a retirada de uma hérnia, o que acabou o afastando dos palcos por um tempo, depois das gravações de "Chill Out" (1995) parou de fazer shows regulares continuando apenas com aparições ocasionais.
Hooker gravou mais de 500 músicas e aproximadamente 100 álbuns, morreu de causas naturais enquanto dormia em 21 de junho de 2001 na sua casa em Los Altos, California.  Foi casado e divorciado 4 vezes, teve oito filhos e era dono de um clube noturno em São Francisco chamado "Boom Boom Room", nome este inspirado em um de seus sucessos.

## Premiações e reconhecimento
- Uma estrela no Hollywood Walk of Fame
- Induzido ao Blues Hall of Fame em 1980
- Induzido ao Rock and Roll Hall of Fame em 1991
- Induzido ao Michigan Rock and Roll Legends Hall of Fame em 2007.

Prêmios Grammy:
- Best Traditional Blues Album, 1990  por I'm in the Mood (com Bonnie Raitt)
- Best Traditional Blues Album, 1998 por Don't Look Back
- Best Pop Collaboration with Vocals, 1998 por "Don't Look Back" (com Van Morrison)
- Grammy Lifetime Achievement Award em 2000

- Duas de suas músicas, "Boogie Chillen" e "Boom Boom" foram adicionadas na lista "The Rock and Roll Hall of Fame's 500 Songs that Shaped Rock and Roll". "Boogie Chillen" foi incluída como uma das músicas do século.

## Discografia
A lista abaixo traz os álbuns originais e relançamentos notáveis.

THE DETROIT YEARS (gravações entre 1948-1955)
- 1959 - House Of The Blues (Chess)
- 1960 - The Blues (Crown) early Modern tracks
- 1961 - Sings The Blues  (Crown) - Modern tracks
- 1961 - Plays And Sings The Blues (Chess) 1950-52 tracks
- 1961 - Sings Blues (King)- relançado como "Moanin' and Stompin'", e "Don't You Remember Me", Texas Slim 1948-50 tracks
- 1962 - Folk Blues (Crown) - Modern tracks
- 1963 - The Great John Lee Hooker (Crown) - Modern tracks
- 1963 - Don't Turn Me from Your Door (Atco) gravações de 1953 e 1961
- 1963 - John Lee Hooker & Big Maceo Merriweather (Fortune)
- 1964 - Original Folk Blues (Kent)
- 1966 - John Lee Hooker & his Guitar (Advent)
- 1969 - No Friend Around (Advent/Red Lightnin')
- 1970 - Alone (Specialty)
- 1971 - Goin' Down Highway 51 (Specialty)
- 1971 - Coast to Coast Blues Band (United Artists)
- 1972 - Johnny Lee (GreeneBottle 2-LP)
- 1973 - John Lee Hooker's Detroit (United Artists 3-LP)
- 1973 - Mad Man Blues (Chess 2-LP compilation)
- 1973 - Hooker, Hopkins, Hogg (Specialty-Sonet)
- 1973 - Slim's Stomp (Polydor) - King tracks
- 1979 - Southern Blues (Savoy)
- 1981 - Blues For Big Town (Chess) - gravações não lançadas do começo da década de 1950
- 1987 - Gotham Golden Classics - Rare Recordings (Collectables)
- 1987 - Detroit Blues (Krazy Kat)
- 1989 - 40th Anniversary Album (DCC) - relançado como Detroit Lion
- 1990 - Boogie Awhile (Krazy Kat 2-LP)
- 1999 - Savoy Blues Legends, 1948-1949 (SavoyJazz/Atlantic) - relançado pela Savoy
- 2000 - The Unknown John Lee Hooker (Krazy Kat) - faixas de 1951, relançado como "Jack 0'Diamonds" (Eagle, 2004)

THE CHICAGO YEARS
- 1959 - I'm John Lee Hooker (Vee-Jay Records)
- 1960 - Travelin (Vee-Jay)
- 1961 - The Folk Lore of John Lee Hooker (Vee-Jay)
- 1962 - Burnin' (Vee-Jay)
- 1962 - The Big Soul of John Lee Hooker  (Vee Jay)
- 1962 - The Best of John Lee Hooker (Vee Jay) - compilation
- 1963 - John Lee Hooker On Campus (Vee Jay) - ("I Want To Shout The Blues" pela European Stateside) - relançado como "Big Band Blues" (Buddah Records)
- 1965 - ... And Seven Nights (Verve-Folkways) gravações britânicas de 1964 (relançado com overdubs como "On The Waterfront" pela Wand)
- 1965 - Is He The World's Greatest Blues Singer? (Vee Jay) coletânea relançada pela Exodus
- 1974 - Gold (Vee Jay) - coletânea contendo "I'm John Lee Hooker" e "The Big Soul of"
- 1974 - In Person (VeeJay/Dynasty) gravações antigas da Vee-Jay
- 1989 - The Hook - 20 Years of Hits & Hot Boogie (Chameleon)  coletânea licenciada pela Vee-Jay
- 1993 - John Lee Hooker on Vee-Jay 1955-1958 (VeeJay) coletânea

THE FOLK YEARS (gravações entre 1959-1963)
- 1959 - The Country Blues of John Lee Hooker (Riverside) - relançado como "How Long Blues" (Battle, 1963)
- 1960 - That's My Story - JLH Sings the Blues (Riverside) - relançado como "The Blues Man" (Battle, 1963)
- 1962 - John Lee Hooker (Galaxy) - relançado como "The King of Folk Blues" (America)
- 1963 - Live At Sugar Hill (Galaxy)
- 1964 - Burning Hell (Riverside) gravado em 1959
- 1964 - Concert At Newport (Vee Jay) - relançado com faixas bônus como "Live At Newport" (Fantasy)
- 1966 - Teachin' The Blues (Guest Star) meio LP com gravações de 1961
- 1969 - That's Where It's At! (Stax) gravações de 1961
- 1971 - Detroit Special (Atlantic) coletânea
- 1972 - Boogie Chillun (Fantasy) - relançado como "Live at Sugar Hill Vol. 1 & 2"
- 1972 - Black Snake (Fantasy 2-set) - relançado como "The Country Blues" e "That's My Story"
- 1979 - Sittin' Here Thinkin (Muse) - relançado como "Sad And Lonesome" (gravações da Savoy de 1961)
- 2002 - Live At Sugar Hill, Vol. 2 (Fantasy) gravações não lançadas de 1961 (incluindo "third session")

THE ABC YEARS (gravações entre 1965-1974)
- 1966 - It Serves You Right to Suffer|It Serve(s) You Right To Suffer (Impulse! Records)
- 1966 - The Real Folk Blues (Chess) gravações novas de Chicago
- 1967 - Live at the Café Au Go-Go (Bluesway)
- 1967 - Urban Blues (Bluesway)
- 1968 - On The Waterfront (Wand) (... And Seven Nights" com overdubs)
- 1969 - Simply The Truth (Bluesway)
- 1969 - If You Miss 'Im ... I Got 'Im (Bluesway)
- 1970 - I Wanna Dance All Night (America) gravações européias - relançado como "Black Rhythm 'n' Blues" (Festival)
- 1970 - I Feel Good (Carson) gravações européias - relançado pela Jewel (1972)
- 1971 - Get Back Home In The USA (Black & Blue) gravações européias - relançado com faixas bônus como "Get Back Home"
- 1971 - Hooker 'n Heat (Liberty) - relançado como "Infinite Boogie" (Rhino)
- 1971 - Endless Boogie (ABC)
- 1972 - Never Get Out Of These Blues Alive (ABC)
- 1972 - Live at Kabuki Wuki (Bluesway)
- 1973 - Live At Soledad Prison (ABC)
- 1973 - Born In Mississippi, Raised Up In Tennessee (ABC)
- 1974 - Free Beer And Chicken (ABC)
- 1991 - More Real Folk Blues - The Missing Album (Chess) - "The Real Folk Blues" também foi lançado como "The Complete Chess Folk Blues Sessions"

THE ROSEBUD YEARS (gravações entre 1975-2001)
- 1976 - Alone Vol 1 (Labor) live - relançado pela Tomato
- 1976 - Alone - Live in New York Vol 2 (MMG)  - relançado pela Tomato
- 1978 - Live + Well (Ornament Records)
- 1978 - The Cream  (Tomato) live recordings - relançado com faixas bônus pela Charly
- 1979 - Live in 1978 (Lunar)
- 1981 - Hooker 'n' Heat Recorded Live at the Fox Venice Theatre (Rhino, vários artistas)
- 1986 - Jealous (Pulsa) - relançado pela Pointblank 1996 - e pela Shout!Factory com faixas bônus
- 1989 - The Healer (Chameleon)
- 1990 - The Hot Spot (com participação de Miles Davis)
- 1991 - Mr. Lucky (Pointblank)
- 1992 - Boom Boom (Pointblank) - relançado pela Shout!Factory com faixas bônus
- 1995 - Chill Out (Pointblank) - relançado pela Shout!Factory com faixas bônus
- 1997 - Don't Look Back (Pointblank/Virgin) - relançado pela Shout!Factory com faixas bônus
- 1998 - The Best of Friends (Pointblank) coletânea de 1986-1998 incluindo uma nova faixa - relançado pela Shout!Factory com faixas bônus
- 2003 - Face to Face (Eagle) novas gravações

### Coletâneas
- 1990 - That's My Story/The Folk Blues of (Ace) - os dois LPs originais da Riverside em um CD
- 1990 - That's Where It's At (Stax) relançamento das gravações da Florida de 1961
- 1991 - The Ultimate Collection 1948-1990 (box da Rhino com 2 cds)
- 1991 - Half A Stranger (Mainstream) Modern tracks 1948-1955 incluindo masters sem edição
- 1991 - Free Beer And Chicken (BeatGoesOn/MCA) gravações de 1974
- 1991 - Don't Turn Me From Your Door (Atlantic/Atco) gravações de 1953 e 1961 (incluindo faixas bônus)
- 1992 - Graveyard Blues (Specialty/Ace) 1948-1950 Besman/Sensation